# 瓦拉什斯凱梅濟日奇

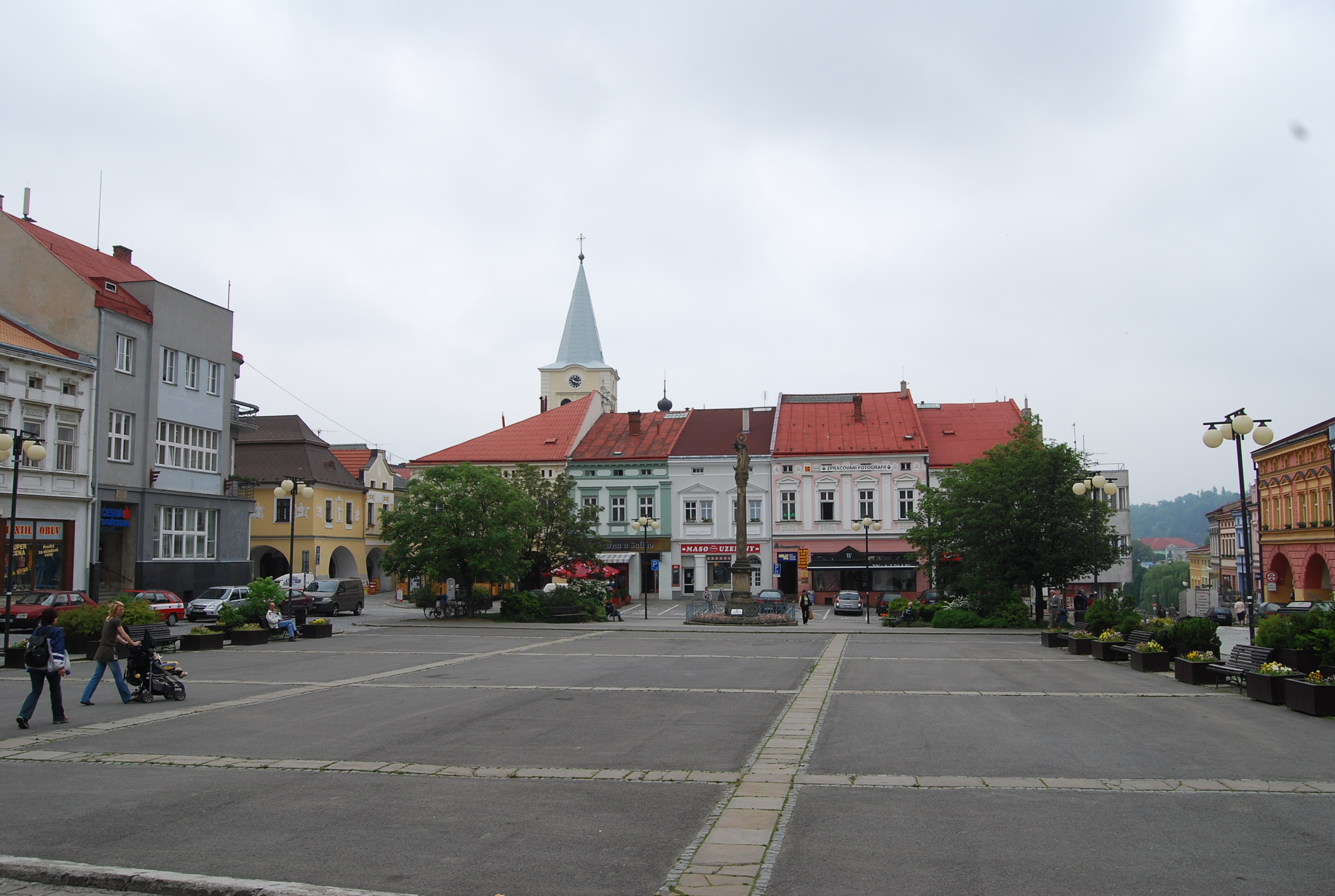

瓦拉什斯凱梅濟日奇是捷克的城鎮，位於該國東部，距離首都布拉格330公里，由茲林州負責管轄，面積55平方公里，海拔高度294米，2005年人口29,801。

## 友好城市
- 荷蘭布森 1990年
- 斯洛伐克恰德察 1998年
- 蒙特內哥羅布德瓦 2001年
- 塞爾維亞查查克 2005年
- 保加利亚塞夫利耶沃 2005年

## 外部連結
- Official website （页面存档备份，存于） （捷克文）
- Official website （页面存档备份，存于） （英文）